# Leuctra rauscheri
Leuctra rauscheri is een steenvlieg uit de familie naaldsteenvliegen (Leuctridae). De wetenschappelijke naam van de soort is voor het eerst geldig gepubliceerd in 1957 door Aubert.